# Erythrodiplax chromoptera
Erythrodiplax chromoptera – gatunek ważki z rodziny ważkowatych (Libellulidae). Występuje na terenie Ameryki Południowej.